# 결혼증명서

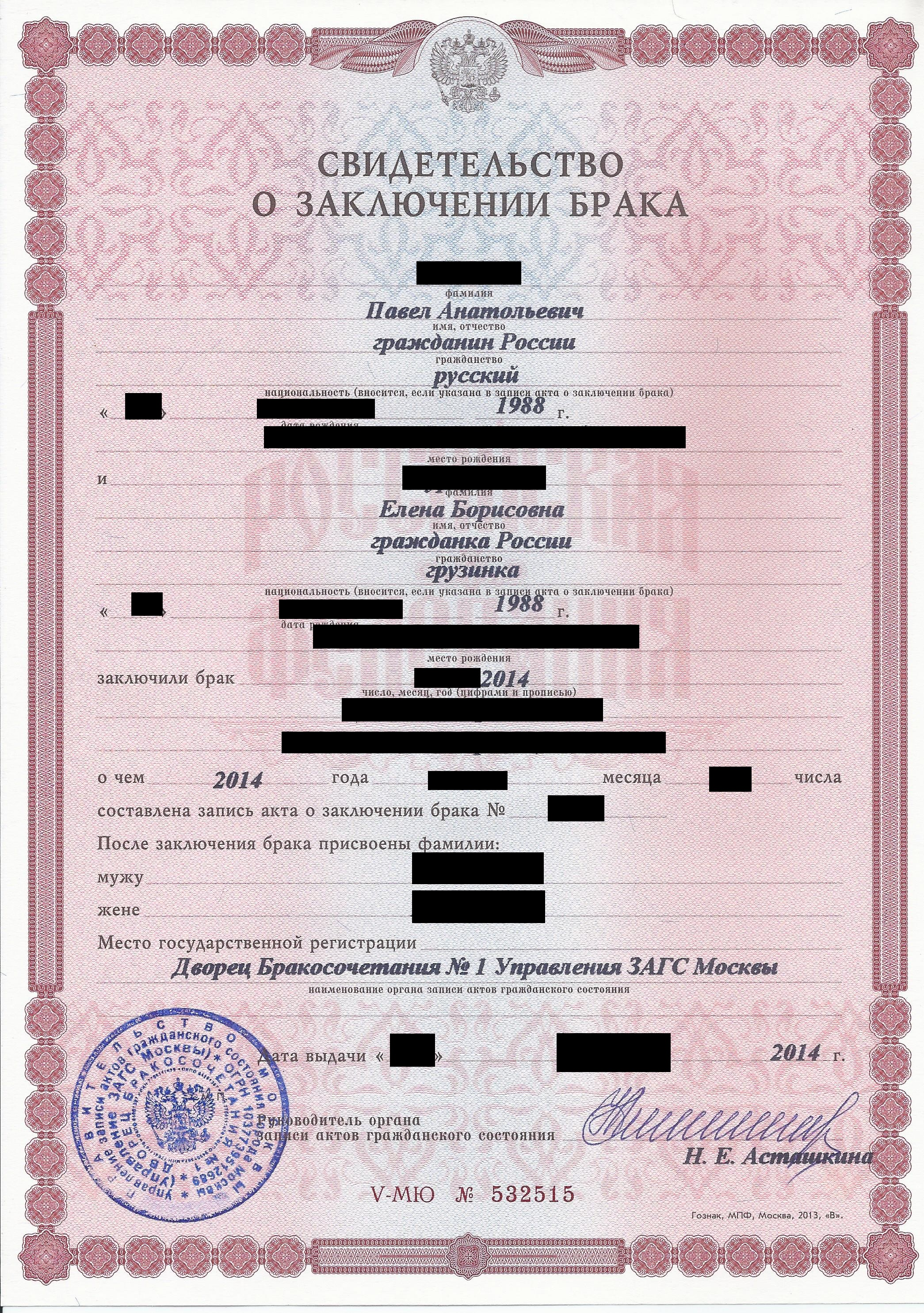
결혼증명서의 예

결혼증명서(結婚證明書, marriage certificate)는 결혼을 증명하는 문서로, 신랑 및 신부의 이름, 결혼일자, 결혼 장소 등을 표기한다.